# Шохат, Яков Александрович
Яков Александрович (Джеймс Александр) Шо́хат (при рождении Янкель Абрамович Шохат; англ. James Alexander Shohat, фр. Jacques Chokhate (Chokhatte); 18 ноября 1886, Рогозно, Кобринский уезд, Гродненская губерния — 8 октября 1944, Филадельфия) — русский и американский математик.

## Биография
Родился в Кобринском уезде в семье дрогичинского мещанина Абрама-Шимона Иосифовича Шохата и Эстер Эльевны Гольдберг; впоследствии семья переехала в Брест-Литовск. Окончил брестскую гимназию с золотой медалью. В 1910 году окончил физико-математический факультет Петербургского университета. 25 мая 1908 года, будучи студентом, принял православие. Преподавал в Петербургском коммерческом училище и в Петербургском (Петроградском) политехническом институте (1913—1917), в Горном институте (1916—1917), затем в должности профессора в Уральском университете в Екатеринбурге (1917—1921), после чего снова в Петрограде, но уже в Педагогическом институте (1921—1923).
Во время работы в Екатеринбурге готовил докторскую диссертацию на тему «О многочленах, наименее отклоняющихся от нуля» (опубликована в 1918 году), печатал её главы в журнале «Известия Уральского государственного университета» (1921. Т. 2), но защитил в 1922 году уже в Петрограде.
В 1922 году выехал с женой в Польшу и в 1923 году эмигрировал в США. В 1924 году был приглашённым докладчиком на Международном конгрессе математиков в Торонто. Работал ассистентом на кафедре математики Чикагского университета, а с 1924 по 1929 год — в должности внештатного профессора Мичиганского университета. В 1930—1931 годах — лектор, в 1931—1936 годах внештатный профессор и с 1942 года — профессор Пенсильванского университета. В течение 4-х лет один из издателей «Бюллетеня Американского математического общества».
Основные результаты относятся к различным вопросам математического анализа (в том числе ортогональным многочленам), математической физике и прикладной математике; дифференциальным уравнением Ван-дер-Поля, описывающим некоторые нелинейные колебательные процессы.
В 1934 году в Париже вышла его монография «Общая теория ортогональных многочленов Чебышева», изданная в серии по теории функций, которую основал Э. Борель. В этой работе впервые было дано систематическое и полное изложение теории этих многочленов, соответствовавшее современному тогда математическому уровню. В 1940 году с соавторами составил монографию «Библиография ортогональных полиномов». В 1943 году совместно с Я. Д. Тамаркиным опубликовал монографию «Проблемы моментов». Этой книгой была открыта серия «Математических обзоров», издававшаяся Американским математическим обществом. Выполненные Шохатом русский перевод его собственной книги «О некоторых дифференциальных уравнениях математической физики, имеющих приложение в технических вопросах» был издан уже после его смерти.
Член Американского математического общества, Математической ассоциации Америки, Института математической статистики и Американской ассоциации содействия развитию науки.

### Научные труды
- «Общая теория квадратных полиномов Чебышева» (Париж, 1934)

## Семья
Жена (с 1922 года) — Надежда Васильевна Галли-Шохат (в девичестве Кокаулина, 1879 — 6 марта 1948), физик, выпускница Бестужевских курсов (1903) и Геттингенского университета (1914). Их племянник — композитор Дмитрий Шостакович.